# Campionato europeo maschile di pallavolo 1987
Il XV campionato europeo maschile di pallavolo si svolse a Auderghem, Genk e Gand, in Belgio, dal 25 settembre al 3 ottobre 1987. Al torneo parteciparono 12 squadre nazionali europee e la vittoria finale andò per l'undicesima volta all'Unione Sovietica.

## Squadre partecipanti
| - Belgio - Bulgaria - Cecoslovacchia - Francia - Grecia - Italia | - Jugoslavia - Paesi Bassi - Romania - Spagna - Svezia - Unione Sovietica |

## Gironi
| Gruppo A                                                       | Gruppo B                                            |
| -------------------------------------------------------------- | --------------------------------------------------- |
| Francia Italia Jugoslavia Paesi Bassi Romania Unione Sovietica | Belgio Bulgaria Cecoslovacchia Grecia Spagna Svezia |

## Prima fase

### Girone B - Genk

#### Risultati
1. ↑  Il giocatore svedese Bjorn Hakkan risultò positivo ad un test anti-doping, così l'incontro terminato con il punteggio di 1-3 per la Svezia (16:14, 4:15, 8:15, 6:15), fu ufficializzato con il risultato a tavolino di 3-0 (15:0, 15:0, 15:0) per il Belgio.

## Fase finale

### Finali 9º e 11º posto - Genk
|  | Semifinali 9º/12º posto | Semifinali 9º/12º posto | Semifinali 9º/12º posto |         |        | Finale 9º/10º posto  | Finale 9º/10º posto  | Finale 9º/10º posto  |  |
|  |                         |                         |                         |         |        |                      |                      |                      |  |
|  | Italia                  | Italia                  | 3                       |         |        |                      |                      |                      |  |
|  | Italia                  | Italia                  | 3                       |         |        |                      |                      |                      |  |
|  | Spagna                  | Spagna                  | 1                       |         |        |                      |                      |                      |  |
|  | Spagna                  | Spagna                  | 1                       |         | Italia | Italia               | 3                    |                      |  |
|  |                         |                         |                         |         | Italia | Italia               | 3                    |                      |  |
|  |                         |                         | Romania                 | Romania | 0      |                      |                      |                      |  |
|  | Romania                 | Romania                 | Romania                 | Romania | 0      | 3                    |                      |                      |  |
|  | Romania                 | Romania                 |                         |         |        | 3                    |                      |                      |  |
|  | Bulgaria                | Bulgaria                | 0                       |         |        | Finale 11º/12º posto | Finale 11º/12º posto | Finale 11º/12º posto |  |
|  | Bulgaria                | Bulgaria                | 0                       |         |        |                      |                      |                      |  |
|  |                         |                         |                         |         |        |                      |                      |                      |  |
|  |                         |                         |                         |         |        | Bulgaria             | Bulgaria             | 3                    |  |
|  |                         |                         |                         |         |        | Bulgaria             | Bulgaria             | 3                    |  |
|  |                         |                         |                         |         |        | Spagna               | Spagna               | 0                    |  |

### Finali 5º e 7º posto - Genk
|  | Semifinali 5º/8º posto | Semifinali 5º/8º posto | Semifinali 5º/8º posto |                |             | Finale 5º/6º posto | Finale 5º/6º posto | Finale 5º/6º posto |  |
|  |                        |                        |                        |                |             |                    |                    |                    |  |
|  | Jugoslavia             | Jugoslavia             | 2                      |                |             |                    |                    |                    |  |
|  | Jugoslavia             | Jugoslavia             | 2                      |                |             |                    |                    |                    |  |
|  | Cecoslovacchia         | Cecoslovacchia         | 3                      |                |             |                    |                    |                    |  |
|  | Cecoslovacchia         | Cecoslovacchia         | 3                      |                | Paesi Bassi | Paesi Bassi        | 3                  |                    |  |
|  |                        |                        |                        |                | Paesi Bassi | Paesi Bassi        | 3                  |                    |  |
|  |                        |                        | Cecoslovacchia         | Cecoslovacchia | 0           |                    |                    |                    |  |
|  | Paesi Bassi            | Paesi Bassi            | Cecoslovacchia         | Cecoslovacchia | 0           | 3                  |                    |                    |  |
|  | Paesi Bassi            | Paesi Bassi            |                        |                |             | 3                  |                    |                    |  |
|  | Belgio                 | Belgio                 | 2                      |                |             | Finale 7º/8º posto | Finale 7º/8º posto | Finale 7º/8º posto |  |
|  | Belgio                 | Belgio                 | 2                      |                |             |                    |                    |                    |  |
|  |                        |                        |                        |                |             |                    |                    |                    |  |
|  |                        |                        |                        |                |             | Jugoslavia         | Jugoslavia         | 0                  |  |
|  |                        |                        |                        |                |             | Jugoslavia         | Jugoslavia         | 0                  |  |
|  |                        |                        |                        |                |             | Belgio             | Belgio             | 3                  |  |

### Finali 1º e 3º posto - Gand
|  | Semifinali       | Semifinali       | Semifinali |         |                  | Finale           | Finale          | Finale          |  |
|  |                  |                  |            |         |                  |                  |                 |                 |  |
|  | Francia          | Francia          | 3          |         |                  |                  |                 |                 |  |
|  | Francia          | Francia          | 3          |         |                  |                  |                 |                 |  |
|  | Svezia           | Svezia           | 0          |         |                  |                  |                 |                 |  |
|  | Svezia           | Svezia           | 0          |         | Unione Sovietica | Unione Sovietica | 3               |                 |  |
|  |                  |                  |            |         | Unione Sovietica | Unione Sovietica | 3               |                 |  |
|  |                  |                  | Francia    | Francia | 1                |                  |                 |                 |  |
|  | Unione Sovietica | Unione Sovietica | Francia    | Francia | 1                | 3                |                 |                 |  |
|  | Unione Sovietica | Unione Sovietica |            |         |                  | 3                |                 |                 |  |
|  | Grecia           | Grecia           | 0          |         |                  | Finale 3º posto  | Finale 3º posto | Finale 3º posto |  |
|  | Grecia           | Grecia           | 0          |         |                  |                  |                 |                 |  |
|  |                  |                  |            |         |                  |                  |                 |                 |  |
|  |                  |                  |            |         |                  | Grecia           | Grecia          | 3               |  |
|  |                  |                  |            |         |                  | Grecia           | Grecia          | 3               |  |
|  |                  |                  |            |         |                  | Svezia           | Svezia          | 2               |  |

## Classifica finale
| Classifica | Squadre          | Qualificazione                           |
| ---------- | ---------------- | ---------------------------------------- |
|            | Unione Sovietica | Campionato europeo 1989                  |
|            | Francia          | Olimpiadi 1988 - Campionato europeo 1989 |
|            | Grecia           | Campionato europeo 1989                  |
| 4          | Svezia           |                                          |
| 5          | Paesi Bassi      |                                          |
| 6          | Cecoslovacchia   |                                          |
| 7          | Belgio           |                                          |
| 8          | Jugoslavia       |                                          |
| 9          | Italia           |                                          |
| 10         | Romania          |                                          |
| 11         | Bulgaria         |                                          |
| 12         | Spagna           |                                          |